# Агокас, Евгений Викторович
Евге́ний Ви́кторович Агока́с (1881—1960) — русский военный деятель, полковник, профессор.

## Семья
Братья и сёстры:
- Ольга (род. 27.10.1862).
- Софья (род. 02.01.1864).
- Надежда (род. 13.4.1868).
- Любовь (род. 15.01.1870). Была замужем за Скрыдловым Николаем Владимировичем (1867-1919)
- Вера (06.04.1872—05.06.1872).
- Агокас, Сергей Викторович (04.09.1873—02.04.1937).
- Агокас, Николай Викторович (27.09.1874—01.03.1938).

Жена: Галафре Мария Михайловна (1888, Кронштадт — 1958, Москва) — доцент Московской консерватории, консультант-историк оперной студии театра им. Станиславского
Дети:
- Ксения (15.12.1910, Санкт-Петербург — 1991, Москва)
- Ирина (09.11.1914, Петроград[1] — 1992, Москва)

## Образование
Учился в 4-м Московском кадетском корпусе, с 1892 года переименованном в 3-й кадетский корпус, из которого был выпущен 19 августа 1898 года.

## Послужной список
- Окончил Михайловское артиллерийское училище в 1901 году. Выпущен в чине хорунжий в Кронштадтскую крепостную артиллерию (ст. с 9.08.1899)[2]
- Поручик (ст. 9.08.1903)[3]
- Окончил Михайловскую артиллерийскую академию (1906).
- Штабс-капитан (1906)[4]
- С 1906 года — помощник штаб-офицера в Офицерской артиллерийской школе, прослушал курс стрельбы и полигонного обслуживания.
- Старший офицер роты артиллерии Кронштадтской крепости, прослушал курс стрельбы на море в артиллерийском классе Морского ведомства.
- С осени 1906 года одновременно был приватным преподавателем в Михайловском артиллерийском училище.
- С 1910 года — преподаватель в Кадетском корпусе Императора Александра II[5].
- Капитан (1912).
- На 1913 год проживал вместе с женой в Санкт-Петербурге по адресу: Итальянская, дом 12.
- Сотрудник секции стрельбы и приборов Артиллерийского Комитета Главного Артиллерийского Управления (Артком ГАУ) (с 1913)[6].
- Полковник (1916)[7].
- На 1916 — младший производитель опытов и разработчик технических вопросов Арткома ГАУ.
- Далее — на действительной военной службе в РККА, военспец.
- Член первого состава КОСАРТОП (с декабря 1918)[8]
- Старший производитель опытов III-го отдела Арткома ГАУ НК по военным делам (Москва), инженер-технолог (с 01.01.1919).
- Арест 1919. Освобожден на поруки. Об этом пишет Ганин А. В. в статье «Дело «Приволжской шпионской организации». 1919 г.», опубликованной в Омском научном вестнике (Серия «Общество.История.Современность» 2023, Т. 8, № 4 С. 5–12), со ссылкой на Центральный архив Федеральной службы безопасности России (Д. Р-49582., Т. 1, 2, 4, 5).
- Совмещал работу в Арткоме ГАУ с работой в должности техника и исполняющего обязанности инженера в Управлении по сооружению Московского железнодорожного ремонтного завода (МоЖеРеЗ) (01.02.1920—27.07.1921). Работал на этой работе по 6-8 часов в неделю.
- Привлекался к работам в Особой звуковой комисcии при научно-техническом отделе В.С.Н.Х.
- Постоянный член Арткома ГАУ (Москва), председатель секции баллистики и снарядов (1920—1923).
- С 1923 года — председатель Секции Вооружения и Спецслужб Научно-Технического Комитета Управления Воздушного флота (НТК УВФ, с 15.04.1924 — Научно-Технический Комитет Управления Военных Воздушных Сил (НТК УВВС)).
- Председатель Секции Вспомогательных служб НТК УВВС (с 1.12.1926).
- Одновременно преподавал c 1922 года по 1930 год в Академии Воздушного Флота им. профессора Н. Е. Жуковского (с 1924 года — Военно-Воздушная Академии (ВВА) им. проф. Н. Е. Жуковского).
- В адрес-календаре Москвы за 1930 год значится преподавателем МИИТ и живущим по адресу: Тихвинская ул. д.1/13 кв.16.
- В 1927—1934 годах принимал участие в составлении «Технической энциклопедии» под редакцией Л. К. Мартенса, автор статей из раздела «артиллерия».[9]
- Арест 02.01.1930 вместе с женой. Обвинялся во вредительстве. 15.03.1930 уволен из РККА. Приговорен 13.01.1931 по статье 58-7 к ВМН с заменой на 10 лет ИТЛ. В феврале отправлен в Соловецкий лагерь особого назначения. 10.05.1931 возвращен в Москву и заключен в Бутырскую тюрьму. Освобожден условно-досрочно 14.08.1932.
- C 1932 года — прикреплен после освобождения к заводу № 39 (Москва, Ходынка) в должности инженера по вооружению самолётов. Проработал 3-4 месяца.
- Основатель специальности «Вооружение самолётов» в Московском авиационном институте им. Орджоникидзе (1932).
- С 1934 года по 1936 год по совместительству инженер завода № 38 (Подлипки). Одновременно преподавал в МАИ .
- Основатель и первый декан факультета «Вооружение самолётов и баллистика» МАИ (1935).
- На 1938 год - доцент.
- На 1938 год проживал с семьей в Москве по адресу: Ленинградское ш., д. 161, кор 3, кв 16.
- Арест 03.09.1938. Дело № 7897 НКВД СССР. Статья 58-10(11) (Участие в контрреволюционной офицерско-фашистской организации, связанной с военным заговором Тухачевского). Освобождён 29.09.1938 за отсутствием вины[10].
- Профессор (1940).
- На 1944 год — заведующий кафедрой баллистики воздушной стрельбы МАИ.
- Работал в МАИ по 1951 г.
- Проживал с дочерьми в институтском городке по адресу: г. Москва, Волоколамское шоссе д.8, кв.90.

## Награды
- Орден Святого Станислава 3-й степени (6.12.1908)[11]
- Орден Святой Анны 3-й степени (6.12.1912)[12]
- Орден Святого Станислава 2-й степени (22.03.1915)[13]
- Орден Святой Анны 2-й степени (30.07.1915)[14]
- Орден Святого Владимира 4-й степени (6.12.1916)[15]
- Орден Трудового Красного Знамени (1.10.1945)
- Медаль «За доблестный труд в Великой Отечественной войне 1941—1945 гг.» (5.11.1945)
- Медаль «В память 800-летия Москвы» (18.02.1948).

## Научные труды
- Агокас Е.В. и др. Противосамолетная артиллерия // Воздушный справочник. — Москва: Авизд, 1926. — Т. 2. — С. 154—156.
- «К вопросу о действии взрывчатых веществ», В. в. ф., 1926, № 6, стр. 29.
- «Орудия крупного калибра на воздушных судах». (По статье Д.Пенья в «L’ala d’ltalia», 1926, № 2 и 4), В. и т., 1927, № 1.
- «Реактивный метательный снаряд», В. и т., 1927, № 4.
- Агокас Е.В., Волков В.А., Бахметев Е.Ф. и др. Аэродинамика (том 1) // Техническая энциклопедия / под ред. Л.К. Мартенс. — Москва: АО «Советская энциклопедия», 1927. — Т. 1.
- Агокас Е.В. часть I. Бомбометание // Воздушная артиллерия. — Москва - Ленинград: Госиздат, 1928. — 248 с.
- Агокас Е.В. Боевые средства авиации. — Москва: МАИ, 1934. — 147 с.
- «Взрывчатые вещества: внутренняя и внешняя баллистика», НКТП ГУАП, МАИ, 1935
- Агокас Е.В. Основы вооружения самолетов. — Москва: Оборонгиз, 1946. — 228 с.

## Дополнения
Из протокола посещения Лениным и Горьким Арткома ГАУ: «…При посещении Лениным 18 июня 1920 г. Арткома ГАУ, где демонстрировался первый советский зенитный прибор системы А. М. Игнатьева, Е. В. Агокас давал вместе с изобретателем пояснения по устройству и применению прибора…»
Эта сцена изображена на картине В. А. Серова «Ленин и Горький рассматривают прицел Игнатьева».